# Игра престолов (3-й сезон)
Третий сезон фэнтезийного драматического сериала «Игра престолов», премьера которого состоялась на канале HBO 31 марта 2013 года, а заключительная серия вышла 9 июня 2013 года, состоит из 10 эпизодов и основан на первой половине романа Джорджа Р. Р. Мартина «Буря мечей» из серии «Песнь Льда и Огня».

## Сюжет
Победив Станниса Баратеона в Битве при Черноводной, Ланнистеры продолжают удерживать Железный Трон. Возникает угроза от их нового союзника, Дома Тиреллов, мощных и манипулирующих игроков. Тирион Ланнистер борется с потерей власти в бытность Десницей и чувствует, что его отец не ценит услугу, которую он оказал своей семье в битве. Джейме Ланнистер продолжает путь домой со своей спутницей, Бриенной Тарт.
Старки начинают проигрывать войну. Они потеряли поддержку лорда Уолдера Фрея, когда Робб нарушил данное ему обещание, женившись на Талисе Мейгир, и многие члены армии Робба теряют веру в него. Его отношения с матерью также охладились после того, как она освободила Джейме, хотя сообщение о смерти её отца и младших Старков сближает их. На самом деле Бран и Рикон продолжают путешествие на север с новыми союзниками, братом и сестрой Рид. Их смерть инсценировал Теон Грейджой, которого теперь пытают по велению неизвестного. Таинственный юноша, утверждающий, что его послала сестра Теона, обещает помочь ему бежать. Арья Старк на пути домой с Джендри и Пирожком связывается с Братством без Знамён, а затем с Сандором «Псом» Клиганом. Санса Старк остаётся в Королевской Гавани в плену у Ланнистеров, но ей предлагают помощь коварный Петир Бейлиш и Тиреллы.
Станнис сломлен после поражения при Черноводной. Его советника, сира Давоса Сиворта, заключают в темницу за попытку убить Мелисандру, которая всё ещё верит, что её бог, Владыка Света, поможет Станнису вернуть позиции.
За Стеной Джон Сноу присоединяется к армии одичалых Манса-Налётчика, но со скрытыми намерениями. Его верность клятве испытывается крепнущей любовью к одичалой Игритт, и ему приходится выбирать между ней и Ночным Дозором. Последний серьёзно опустошён нападением Белых Ходоков, и группа разведчиков возвращается на Стену. Однако многие начинают сомневаться в своих клятвах, подвергая жизни лорда-командующего Мормонта и Сэмвелла Тарли опасности.
За Узким морем в Астапоре Дейенерис Таргариен продолжает свой путь к возвращению Семи королевств. У неё появился новый спутник — бывший командующий Королевской Гвардии Барристан Селми, её советником по-прежнему является Джорах Мормонт. Она размышляет о покупке Безупречных, элитной армии жёстко обученных евнухов, которые находятся под контролем жестокого хозяина с умной молодой переводчицей, Миссандеей.

## Эпизоды
| № общий | № в сезоне | Название                                                   | Режиссёр        | Автор сценария              | Дата премьеры  | Зрители в США (млн) |
| --- | ---------- | ---------------------------------------------------------- | --------------- | --------------------------- | -------------- | ------------------- |
| 21 | 1          | «Валар Дохаэрис» «Valar Dohaeris»                          | Дэниел Минахан  | Дэвид Бениофф и Д. Б. Уайсс | 31 марта 2013  | 4,37                |
| На дальнем севере воины Ночного Дозора во главе с Джиором Мормонтом после битвы с Белыми Ходоками отступают на юг, к Стене. Джон Сноу попадает в лагерь одичалых и знакомится с Королём-за-Стеной Мансом Налётчиком и его соратником Тормундом. В Королевской Гавани Ланнистеры и Тиреллы торжествуют победу; Тирион Ланнистер требует у отца официально сделать его наследником Утёса Кастерли в благодарность за защиту города, но получает грубый отказ. Маргери Тирелл посещает трущобы Блошиного Конца с благотворительной целью. Петир Бейлиш обещает Сансе Старк в скором времени увезти её прочь. Давос Сиворт выжил после битвы на Черноводной, и корабль Салладора Саана спасает его с необитаемого острова в Черноводном заливе. Давос является на Драконий Камень, чтобы убить Мелисандру, но его хватают и бросают в темницу по приказу Станниса. В Речных Землях армия Робба Старка входит в оставленный Ланнистерами Харренхол, где Талиса встречает разжалованного из мейстеров Квиберна. На востоке Дейенерис Таргариен и её спутники посещают город Астапор на берегу Залива Работорговцев, чтобы купить рабов-солдат — Безупречных. Наёмная девочка-убийца из Кварта пытается убить Дейенерис с помощью скорпионоподобного существа, но на помощь приходит неожиданный спаситель — сир Барристан Селми. |            |                                                            |                 |                             |                |                     |
| 22 | 2          | «Чёрные крылья, чёрные вести» «Dark Wings, Dark Words»     | Дэниел Минахан  | Ванесса Тейлор              | 7 апреля 2013  | 4,27                |
| В лесах Севера Бран Старк встречает новых союзников — Жойена и Миру Рид; Оша настроена против них, но Жойен кое-что знает о снах Брана с трёхглазым вороном. В Харренхол приходят вести о сожжении Винтерфелла и о смерти отца Кейтилин, лорда Риверрана Хостера Талли. В Королевской Гавани Маргери пытается общаться со своим будущим мужем Джоффри. В Речных Землях армия Робба движется в Риверран на похороны лорда Хостера Талли. Теон Грейджой приходит в себя в мрачном застенке, где его допрашивают и пытают, однако один из тюремщиков, юноша, моющий полы, обещает помочь ему. В лесах Речных Земель Арья Старк, Джендри и Пирожок встречают партизан из Братства без Знамён, возглавляемых красным жрецом Торосом из Мира. Братство захватывает в плен Сандора Клигана, и тот узнаёт Арью. Джейме Ланнистер и Бриенна Тарт продолжают путь через Речные Земли. Джейме удаётся выхватить у Бриенны меч и вступить с ней в бой, но во время поединка их обнаруживает и захватывает в плен отряд людей лорда Русе Болтона во главе с Локком. |            |                                                            |                 |                             |                |                     |
| 23 | 3          | «Стезя страданий» «Walk of Punishment»                     | Дэвид Бениофф   | Дэвид Бениофф и Д. Б. Уайсс | 14 апреля 2013 | 4,72                |
| В Риверране проходят похороны Хостера Талли. Брат Кейтилин Эдмар оправдывается перед Роббом за людские потери в военных действиях тем, что ему удалось взять в плен двух юных представителей рода Ланнистеров. Талиса навещает их в темнице. В Королевской Гавани проходит заседание Малого совета: Мизинец покидает столицу, чтобы посвататься к Лизе Аррен, и вместо него мастером над монетой назначают Тириона Ланнистера. За Стеной одичалые обнаруживают следы резни на Кулаке Первых Людей, и Манс приказывает Тормунду, варгу Ореллу, Джону Сноу и Игритт тайно пробраться на юг, за Стену. Поредевший отряд дозорных добирается до усадьбы Крастера, где Лилли рожает ребёнка. В Речных Землях Арья и Джендри расстаются с Пирожком. Мелисандра, несмотря на увещевания Станниса, покидает Драконий Камень. В Астапоре Дейенерис посещает Стезю страданий — набережную с распятыми рабами — и там принимает решение купить Безупречных у работорговцев в обмен на одного из драконов, несмотря на возражения своих советников. Таинственный спаситель помогает Теону бежать из замка, а потом убивает его преследователей. Отряд Локка везёт Джейме и Бриенну в Харренхол; Джейме спасает Бриенну от изнасилования, но, попытавшись обмануть Локка, теряет кисть правой руки. |            |                                                            |                 |                             |                |                     |
| 24 | 4          | «Теперь его дозор окончен» «And Now His Watch is Ended»    | Алекс Грейвз    | Дэвид Бениофф и Д. Б. Уайсс | 21 апреля 2013 | 4,87                |
| В Речных Землях отряд Локка продолжает путь, Бриенна поддерживает искалеченного и отчаявшегося Джейме. Отряд Тороса добирается до пещеры в Полом холме — тайного убежища Братства без Знамён, где Арья и Сандор Клиган встречают главу Братства, лорда Берика Дондарриона. Сандор Клиган отвергает все обвинения Братства, но Арья напоминает об убийстве Псом сына мясника Мики. Варис рассказывает Тириону, как он стал евнухом, и показывает сундук с заключённым в нём мучителем. Маргери удаётся очаровать Джоффри, что раздражает королеву-мать Серсею. Рос информирует Вариса о планах Мизинца, и Варис вступает в заговор с Тиреллами. На Севере таинственный спаситель провожает Теона к некоему замку, уверяя, что там его ждёт сестра, но Теон оказывается в прежней пыточной камере. За Стеной голодные и озлобленные дозорные вступают в конфликт с Крастером. В драке погибает не только Крастер, но и лорд-командующий Мормонт. Сэм и Лилли с новорождённым ребёнком бегут куда глаза глядят. В Астапоре работорговец Кразнис мо Наклоз выстраивает на площади армию Безупречных и получает от Дейенерис дракона, однако Дейенерис с помощью купленных рабов расправляется с работорговцами, а дракон возвращается к ней, сжигая пламенем своего временного владельца. Она принимает бывших рабов на службу уже как свободных людей и выступает из города во главе мощной армии. |            |                                                            |                 |                             |                |                     |
| 25 | 5          | «Поцелованная огнём» «Kissed by Fire»                      | Алекс Грейвз    | Брайан Когман               | 28 апреля 2013 | 5,35                |
| В Речных Землях Берик Дондаррион подвергает Сандора Клигана испытанию поединком. Клиган убивает Берика, но Торос из Мира возвращает главу Братства с того света. Отряд Локка въезжает в Харренхол и передаёт Джейме и Бриенну его кастеляну Русе Болтону, который обращается с пленниками как с гостями. Квиберн оперирует культю Джейме. За Стеной Джон Сноу ссорится с Ореллом и занимается любовью с Игритт в пещере, нарушив присягу дозорного. В Риверране лорд Рикард Карстарк вероломно убивает пленных мальчиков-оруженосцев из рода Ланнистеров, и Робб Старк считает своим долгом казнить убийцу. Так как возмущённые солдаты Карстарка покидают армию Робба, он решает восстановить союз с Уолдером Фреем. На Драконьем Камне Станнис Баратеон посещает жену Селису Флорент и дочь Ширен. В Заливе Работорговцев армия Дейенерис движется на север; Безупречные выбирают из своих рядов командира по имени Серый Червь. В Королевской Гавани Лораса Тирелла соблазняет мужчина-жиголо Оливар, агент Мизинца. Лорд Тайвин объявляет Тириону и Серсее о своём намерении заключить два династических брака: Серсеи с Лорасом Тиреллом и Тириона с Сансой Старк. |            |                                                            |                 |                             |                |                     |
| 26 | 6          | «Подъём» «The Climb»                                       | Алик Сахаров    | Дэвид Бениофф и Д. Б. Уайсс | 5 мая 2013     | 5,50                |
| За Стеной Сэм и Лилли продолжают путешествие по Зачарованному лесу. На Севере Оша и Мира ссорятся, а Жойен рассказывает Брану о вещем сне, в котором видел Джона Сноу. В Речных Землях соратник Тороса, Энгай-лучник, обучает Арью стрельбе из лука; Мелисандра вместе с солдатами Станниса добирается до убежища Братства и успешно предлагает Берику и Торосу золото в обмен на Джендри. В подземельях замка на Севере таинственный спаситель Теона Грейджоя превращается в палача и заставляет играть с ним в «угадайку», нанося увечья. В Риверране Робб договаривается с сыновьями Уолдера Фрея Хромым Лотаром и Чёрным Уолдером: их отец готов возобновить союз в том случае, если Эдмур Талли женится на одной из его дочерей. Русе Болтон не собирается возвращать Джейме королю Роббу и намерен отпустить пленника в Королевскую Гавань к отцу. В Королевской Гавани леди Оленна Тирелл возражает против предложения Тайвина выдать Серсею за Лораса, но сдаётся, когда Тайвин угрожает ввести Лораса в Королевскую Гвардию и тем самым оставить дом Тиреллов без наследника. Тирион сообщает Сансе, мечтающей о Лорасе, что её мужем станет он сам. Варис встречается с Мизинцем в тронном зале, и тот сообщает своему сопернику, что остался хозяином положения: Рос выдана на расправу королю Джоффри. Джон Сноу, Тормунд и Игритт взбираются на Стену. |            |                                                            |                 |                             |                |                     |
| 27 | 7          | «Медведь и прекрасная дева» «The Bear and the Maiden Fair» | Мишель Макларен | Джордж Р. Р. Мартин         | 12 мая 2013    | 4,84                |
| На Севере одичалые идут по пустошам к Чёрному Замку; роман Джона Сноу и Игритт продолжается. В Риверране Талиса сообщает Роббу, что беременна. В Королевской Гавани Санса и Маргери, а параллельно с ними Тирион и Бронн обсуждают грядущий брак Тириона с Сансой. На пути по реке мимо Королевской Гавани Мелисандра сообщает Джендри, что он — бастард Роберта Баратеона. В Речных Землях Арья сбегает от Братства без Знамён и попадает в руки Сандора Клигана. В Заливе Работорговцев Дейенерис и её армия выходят к другому городу работорговцев, Юнкаю. Юнкайский посол предлагает Дейенерис корабль и золото, чтобы та оставила Юнкай в покое, а она выдвигает ему ультиматум. В подземельях замка на Севере две молодые девушки ухаживают за Теоном Грейджоем, раздеваются и ласкают пленника, но их хозяин, таинственный мучитель, врывается в камеру, Теона избивают и отсекают ему детородный орган. Бран и его спутники движутся к Стене; Оша рассказывает историю своей жизни и высказывает недоверие к «чёрной магии» Жойена Рида. Джейме Ланнистер и Русе Болтон покидают Харренхол — первый едет в Королевскую Гавань, второй на свадьбу дяди Робба, Эдмура Талли. Локк, оставшийся в Харренхоле хозяином, удерживает у себя Бриенну и ради развлечения выпускает её на арену для поединка с медведем. Джейме возвращается в замок и спасает девушку, спрыгнув на арену. |            |                                                            |                 |                             |                |                     |
| 28 | 8          | «Младшие Сыны» «Second Sons»                               | Мишель Макларен | Дэвид Бениофф и Д. Б. Уайсс | 19 мая 2013    | 5,13                |
| В Речных Землях Сандор Клиган едет с Арьей по берегу Красного Зубца, направляясь в замок Фреев Близнецы, где должны находиться брат и мать Арьи. В Юнкае появляются союзники работорговцев — наёмный отряд Младших Сынов. Дейенерис вызывает их командиров — Меро, Прендаля на Гхезна и Даарио Наахариса — на переговоры, однако заносчивый капитан Меро отказывается перейти на службу к Дейенерис. У себя в лагере наёмники бросают жребий, кто из них убьёт Дейенерис. Даарио проникает в лагерь Дейенерис и предъявляет ей отрубленные головы своих товарищей, заявив, что теперь он на её стороне. На Драконьем Камне Давос с помощью Ширен учится читать, а Станнис освобождает его из темницы. Мелисандра соблазняет Джендри и тут же проводит колдовской обряд; Станнис бросает в огонь пиявок с кровью Джендри, называя имена проклинаемых «узурпаторов»: Робба Старка, Бейлона Грейджоя и Джоффри Баратеона. В Королевской Гавани проходит свадьба Тириона и Сансы Старк. На свадебном пиру Тирион притворяется пьяным, но наотрез отказывается проводить фривольную церемонию проводов молодых в спальню, а заодно вступает в конфликт с Джоффри; в итоге молодожёны спят в разных кроватях. Сэм и Лилли с новорождённым ребёнком ночуют в заброшенной хижине, и Сэму удается убить пришедшего за ребёнком Белого Ходока обсидиановым ножом Первых Людей из загадочного клада, обнаруженного людьми Джиора Мормонта в Застенье. |            |                                                            |                 |                             |                |                     |
| 29 | 9          | «Рейны из Кастамере» «The Rains of Castamere»              | Дэвид Наттер    | Дэвид Бениофф и Д. Б. Уайсс | 2 июня 2013    | 5,22                |
| Робб со своей армией прибывает в Близнецы и, представ перед Уолдером Фреем, приносит публичные извинения. Эдмур Талли знакомится с невестой Рослин Фрей, внучкой лорда переправы, которая к его величайшему облегчению оказывается молодой и симпатичной девушкой. Сэм и Лилли достигают Стены. Отряд Тормунда в районе Дара по настоянию Орелла требует от Джона Сноу убить схваченного мирного жителя, доказав свою верность, однако он не решается. Тормунд и его люди нападают на Джона и Игритт. К ним на помощь приходит лютоволк Лето под управлением укрывающегося неподалёку Брана, у которого неожиданно открываются способности варга. В результате потасовки Джон смертельно ранит Орелла и, вскочив на лошадь, сбегает, оставив Игритт одну. Бран принимает решение разделиться и отправляет Рикона, лютоволка Лохматика и Ошу в замок Амберов Последний Очаг. С одобрения Дейенерис, Дааррио Нахарис вместе с Мормонтом и Серым Червём совершает вылазку в Юнкай и, перебив стражу, заставляет город капитулировать. Красная Свадьба в Близнецах оказывается коварной западнёй Тайвина Ланнистера, переманившего на свою сторону Фреев и Русе Болтона. В самый разгар торжества солдаты Фрея и Болтона предательски нападают на гостей: беременная Талиса гибнет от руки Лотара Фрея, Кейтилин Старк — от руки Черного Уолдера, израненный фреевскими арбалетчиками Робб Старк — от руки самого Болтона, запертый на псарне лютоволк Серый Ветер застрелен, идёт уничтожение армии северян. Арья с Сандором Клиганом прибывает в Близнецы в момент резни. Арья пытается вмешаться, но Сандор оглушает её и уносит. |            |                                                            |                 |                             |                |                     |
| 30 | 10         | «Мать» «Mhysa»                                             | Дэвид Наттер    | Дэвид Бениофф и Д. Б. Уайсс | 9 июня 2013    | 5,39                |
| Арья и Сандор Клиган покидают Близнецы, где продолжается резня — убивают солдат, сохранивших верность Роббу, и возят на лошади труп Короля Севера с пришитой головой Серого Ветра. Позже на дороге Арья встречает нескольких фреевских солдат, участвовавших в глумлении над трупом Робба, и закалывает одного из их, остальных приканчивает «Пёс» Клиган. В Королевской Гавани Ланнистеры торжествуют, узнав о гибели Старков; Джоффри пытается перечить лорду Тайвину, но тот ставит малолетнего короля на место. В Близнецах Уолдер Фрей заявляет, что с поддержкой Тайвина Ланнистера ему некого бояться, а Русе Болтон раскрывает личность мучителя Теона: это его бастард Рамси Сноу. На Севере Рамси даёт полностью сломленному Теону новое имя, «Вонючка». На Железных островах Бейлон Грейджой, получив от Рамси посылку с отрезанным пенисом сына, заявляет, что для него Теон мёртв; однако сестра Теона Яра не подчиняется отцу и собирает воинов, чтобы отправиться на восток и спасти брата. У Стены Бран и его спутники ночуют в руинах одного из замков Ночного Дозора, Твердыне Ночи; Бран рассказывает спутникам о привидениях, но вместо привидений они встречают прошедших через туннель под Стеной Сэмвелла Тарли и Лилли с ребёнком. Бран, Ходор и Риды отправляются в путь к трёхглазому ворону за Стену, Оша и Рикон расстаются с ними. Игритт нагоняет и поражает стрелами Джона Сноу, но раненому Джону удаётся добраться до Чёрного Замка. На Драконьем Камне Давос Сиворт узнаёт, что Станнис и Мелисандра собираются сжечь Джендри заживо, и устраивает ему побег. За это Станнис приговаривает Давоса к смерти, но тревожное письмо от Ночного Дозора заставляет его отменить приказ и задуматься о новой войне — на Севере. Джейме Ланнистер вместе с Бриенной возвращаются в Королевскую Гавань. У ворот Юнкая Дейенерис встречается с толпой освобождённых рабов, которые преклоняются перед ней, называя «Мисой» — Матерью. |            |                                                            |                 |                             |                |                     |

## В ролях

### Основной состав
| - Питер Динклэйдж — Тирион Ланнистер (9 эпизодов) - Николай Костер-Вальдау — Джейме Ланнистер (7 эпизодов) - Лена Хиди — Серсея Ланнистер (8 эпизодов) - Эмилия Кларк — Дейенерис Таргариен (8 эпизодов) - Кит Харингтон — Джон Сноу (8 эпизодов) - Ричард Мэдден — Робб Старк (7 эпизодов) - Иэн Глен — Джорах Мормонт (8 эпизодов) - Мишель Фэйрли — Кейтилин Старк (8 эпизодов) - Эйдан Гиллен — Петир «Мизинец» Бейлиш (4 эпизода) - Чарльз Дэнс — Тайвин Ланнистер (8 эпизодов) - Лиам Каннингем — Давос Сиворт (4 эпизода) - Стивен Диллэйн — Станнис Баратеон (5 эпизодов) - Кэрис ван Хаутен — Мелисандра (6 эпизодов) - Натали Дормер — Маргери Тирелл (6 эпизодов) | - Айзек Хэмпстед-Райт — Бран Старк (6 эпизодов) - Софи Тёрнер — Санса Старк (8 эпизодов) - Мэйси Уильямс — Арья Старк (9 эпизодов) - Роуз Лесли — Игритт (8 эпизодов) - Альфи Аллен — Теон Грейджой (6 эпизодов) - Джек Глисон — Джоффри Баратеон (7 эпизодов) - Джон Брэдли — Сэмвелл Тарли (8 эпизодов) - Уна Чаплин — Талиса Мейгир (6 эпизодов) - Джо Демпси — Джендри (8 эпизодов) - Сибель Кекилли — Шая (6 эпизода) - Рори Макканн — Сандор «Пёс» Клиган (8 эпизодов) - Конлет Хилл — Варис (5 эпизодов) - Джером Флинн — Бронн (4 эпизода) - Джеймс Космо — Джиор Мормонт (4 эпизода) |

### Приглашённые актёры
| На и за Стеной: - Питер Вон — Мейстер Эймон (1 эпизод) - Бен Кромптон — Эддисон Толлетт (4 эпизода) - Джозеф Алтин — Пипар (1 эпизод) - Марк Стэнли — Гренн (4 эпизода) - Люк Барнс — Раст (4 эпизода) - Бёрн Горман — Карл Таннер (2 эпизода) - Уилл О’Коннелл — Тоддер (1 эпизод) - Киаран Хайндс — Манс-Налётчик (3 эпизода) - Кристофер Хивью — Тормунд Великанья Смерть (7 эпизодов) - Эдвард Дольяни — Костяной Лорд (1 эпизод) - Иэн Уайт — Донго (1 эпизод) - Маккензи Крук — Орелл (6 эпизодов) - Роберт Пью — Крастер (2 эпизода) - Ханна Мюррей — Лилли (6 эпизодов) - Росс Муллан — Белый Ходок (1 эпизод) В Королевской Гавани: - Джулиан Гловер — Великий мейстер Пицель (3 эпизода) - Дайана Ригг — Оленна Тирелл (5 эпизодов) - Финн Джонс — Лорас Тирелл (5 эпизодов) - Иэн Битти — Мерин Трант (2 эпизода) - Дэниел Портман — Подрик Пейн (4 эпизода) - Пол Бентли — Верховный септон (1 эпизод) - Уилл Тюдор — Оливар (1 эпизод) - Эсме Бьянко — Рос (4 эпизода) - Сара Дилан — Бернадетт (2 эпизода) - Джозефина Гиллан — Марея (1 эпизод) - Пикси Ле Нот — Кайла (1 эпизод) На Железных Островах: - Патрик Малахайд — Бейлон Грейджой (1 эпизод) - Джемма Уилан — Яра Грейджой (1 эпизод) На Драконьем Камне: - Тара Фицджеральд — Селиса Баратеон (1 эпизод) - Керри Инграм — Ширен Баратеон (2 эпизода) - Лусиан Мсамати — Салладор Саан (1 эпизод) | На Севере: - Арт Паркинсон — Рикон Старк (4 эпизода) - Томас Броди Сангстер — Жойен Рид (6 эпизодов) - Элли Кендрик — Мира Рид (5 эпизодов) - Иван Реон — Рамси Сноу (6 эпизодов) - Шарлотта Хоуп — Миранда (1 эпизод) - Кристиан Нэрн — Ходор (5 эпизодов) - Наталия Тена — Оша (4 эпизода) В Речных землях: - Тобайас Мензис — Эдмур Талли (5 эпизодов) - Клайв Расселл — Бринден Талли (5 эпизодов) - Дэвид Брэдли — Уолдер Фрей (2 эпизода) - Том Брук — «Хромой» Лотар Фрей (2 эпизода) - Тим Плестер — «Чёрный» Уолдер Риверс (2 эпизода) - Майкл Макэлхаттон — Русе Болтон (7 эпизодов) - Джон Стал — Рикард Карстарк (3 эпизода) - Гвендолин Кристи — Бриенна Тарт (7 эпизодов) - Дин-Чарльз Чэпмен — Мартин Ланнистер (2 эпизода) - Тимоти Гиббонс — Уиллем Ланнистер (2 эпизода) - Ноа Тейлор — Локк (5 эпизодов) - Джейми Мичи — Железные икры Уолтон (5 эпизодов) - Ричард Дормер — Берик Дондаррион (4 эпизода) - Пол Кэй — Торос из Мира (6 эпизодов) - Филип Макгинли — Энгай (6 эпизодов) - Антон Лессер — Квиберн (4 эпизода) - Бен Хоуки — Пирожок (2 эпизода) - Александра Доулинг — Рослин Талли (урожд. Фрей) (1 эпизод) В Эссосе: - Дэн Хильдебранд — Кразнис мо Наклоз (3 эпизода) - Клиффорд Барри — Грейзхен мо Улльхор (2 эпизода) - Джордж Джорджиу — Раздал мо Эраз (1 эпизод) - Иэн Макэлхинни — Барристан Селми (8 эпизодов) - Эд Скрейн — Даарио Нахарис (3 эпизода) - Натали Эммануэль — Миссандея (8 эпизодов) - Джейкоб Андерсон — Серый Червь (5 эпизодов) - Марк Киллин — Меро (1 эпизод) - Рамон Тикарам — Прендаль на Гхезн (1 эпизод) |

Музыканты Уилл Чемпион из Coldplay и Гэри Лайтбоди из Snow Patrol появляются в качестве камео.
Медведь Барт 2 (aka «Маленький Барт») — медведь, который боролся в яме в Харренхоле.

## Производство
«Игра престолов» быстро завоевала признание критиков и достигла финансового успеха вскоре после премьеры в апреле 2011 года. Через несколько дней после премьерного эпизода второго сезона «Север помнит», который посмотрели более 8,3 миллионов человек, HBO объявил о продлении сериала на третий сезон. До этого ходили слухи, что шоураннеры планируют снимать третий и четвёртый сезоны одновременно. Бениофф сказал, что это было бы очень эффективно, однако писать сценарий в такой ситуации невозможно.
Десять эпизодов третьего сезона длятся от 54 до 57 минут против 52 в прошлых сезонах. Бюджет сезона составил примерно 50 миллионов долларов.

### Сценарий
Сценарий третьего сезона основан на первой половине «Бури мечей». Бениофф ранее упоминал, что книга из-за большого объёма будет разбита на два сезона. Также Бениофф и Уайсс заявили, что задумывали «Игру престолов» как адаптацию всей серии, а не отдельных книг, что дало им возможность перетасовывать события согласно требованиям экранной адаптации. По словам Бениоффа, перспектива экранизации особенно запоминающейся сцены из третьего сезона изначально была одной из мотиваций адаптировать романы для телевидения. В титрах вместо обычного «Сценарий» появилось «Сценарий для телевидения».
В третьем сезоне впервые звучат диалоги на валирийском языке, на котором говорили в погибшей Валирии и её бывших колониях на Эссосе. Искусственный язык разработан лингвистом Дэвидом Дж. Питерсоном и основан на нескольких словах, присутствующих в книгах Мартина. Ранее Питерсон разработал дотракийский язык, употреблявшийся в основном в первом сезоне.

### Кастинг
В третьем сезоне Уна Чаплин (Талиса Мейегир), Джо Демпси (Джендри) и Роуз Лесли (Игритт), ранее игравшие второстепенные роли, пополнили основной актёрский состав.
Пропустив один сезон, в сериал вернулись Дэвид Брэдли (Уолдер Фрей), Иэн Макэлхинни (Барристан Селми), Питер Вон (Мейстер Эймон), Джозеф Алтин (Пипар) и Люк Барнс (Раст).

### Команда
Дэвид Бениофф и Д. Б. Уайсс выступили главными сценаристами и шоураннерами третьего сезона. Они написали сценарии для семи эпизодов. Сценарии к оставшимся трём эпизодам были написаны Брайаном Когманом, Ванессой Тейлор и Джорджем Р. Р. Мартином.
Дэниель Минахан, Алекс Грейвз, Мишель Макларен и Дэвид Наттер поставили по два эпизода. Один эпизод снял бывший оператор сериала Алик Сахаров и один — Бениофф и Уайсс, что для обоих стало режиссёрским дебютом; в титрах эпизода появилась только фамилия Бениоффа.

### Съёмки
Съёмки третьего сезона начались в начале июля 2012 года и завершилась 24 ноября того же года. Съёмки сцен для пяти эпизодов проходили в Исландии вблизи Акюрейри и озера Миватн и заняли восемь дней (для второго сезона — около месяца). Из-за того, что Кит Харингтон (Джон Сноу) в июле сломал лодыжку, съёмки отложили, чтобы дать актёру время выздороветь, однако несмотря на это периодически использовались услуги дублёра.
Производственная команда вновь базировалась в Белфасте и продолжила получать дотации от кинофонда Северной Ирландии. Также съёмки продолжились в Дубровнике. Новая локация в Марокко была использована для сцен Дейенерис на Эссосе, а для города Астапора были задействованы места в Эс-Сувейре. Сцена с живым медведем снята в Лос-Анджелесе.

### Музыка
Американская инди-группа The Hold Steady записала народную песню из книг Мартина «Медведь и прекрасная дева», звучащую во время финальных титров третьего эпизода; эту же песню пели люди, захватившие Джейме Ланнистера и Бриенну Тарт в том же эпизоде. Музыка к сезону, написанная Рамином Джавади, выпущена на семидюймовой пластинке 20 апреля 2013 года.

## Отзывы критиков
На Metacritic рейтинг сезона составляет 91 балл из 100, что основано на 25 отзывах, показывающих «всеобщее признание». Хотя финал сезона получил положительные отзывы Мэтт Фоулер из IGN сказал, что «третий сезон немного снизил планку к финалу, но тем не менее до этого оставался волнующим и ранящим». Третьему сезону в целом он дал 9 баллов из 10.

## Выход на DVD и Blu-Ray
| Игра престолов: Полный третий сезон | | | | | |
| Информация об издании | Информация об издании | Дополнительный контент | Дополнительный контент | Дополнительный контент | Дополнительный контент |
| - 10 эпизодов - Набор из 5 дисков - Формат изображения 16:9 - Форматы: AC-3, Blu-ray, DTS Surround Sound, Dubbed, NTSC, Subtitled, Widescreen - Звуковые дорожки: английская - Английские, французские, кастильские, чешские, венгерские, польские, португальские, голландские, датские, финские, норвежские, шведские, турецкие, греческие, румынские и сербские субтитры, а также субтитры на иврите | - 10 эпизодов - Набор из 5 дисков - Формат изображения 16:9 - Форматы: AC-3, Blu-ray, DTS Surround Sound, Dubbed, NTSC, Subtitled, Widescreen - Звуковые дорожки: английская - Английские, французские, кастильские, чешские, венгерские, польские, португальские, голландские, датские, финские, норвежские, шведские, турецкие, греческие, румынские и сербские субтитры, а также субтитры на иврите | - «Надвигающийся шторм» — 14-минутный рекап к событиям 3 сезона, содержащий интервью с создателями и актёрами - «Политика брака» — исследование института брака и его места в игре престолов - «Среди одичалых» — рассказ об одичалых и положении дел за Стеной - Профили новых персонажей сериала, составленные сыгравшими их актёрами - Удалённые и расширенные сцены - Аудиокомментарии Дэвида Бениоффа, Д. Б. Уайсса, Джорджа Мартина, Эмилии Кларк, Лены Хиди, Мишель Фэйрли, Кита Харингтона и др. - Подробная информация о создании эпизода «Рейны из Кастамере» (со слов создателей и актёров) (только на Blu-Ray) - «Мифы и легенды» (только на Blu-Ray) - Встроенное руководство, которая сообщает зрителю информацию о персонажах, местах и исторические сведения во время просмотра эпизода (только на Blu-Ray) - Интерактивное руководство по взаимоотношениям, конкуренции и конфликтам между благородными домами Вестероса (только на Blu-Ray) | - «Надвигающийся шторм» — 14-минутный рекап к событиям 3 сезона, содержащий интервью с создателями и актёрами - «Политика брака» — исследование института брака и его места в игре престолов - «Среди одичалых» — рассказ об одичалых и положении дел за Стеной - Профили новых персонажей сериала, составленные сыгравшими их актёрами - Удалённые и расширенные сцены - Аудиокомментарии Дэвида Бениоффа, Д. Б. Уайсса, Джорджа Мартина, Эмилии Кларк, Лены Хиди, Мишель Фэйрли, Кита Харингтона и др. - Подробная информация о создании эпизода «Рейны из Кастамере» (со слов создателей и актёров) (только на Blu-Ray) - «Мифы и легенды» (только на Blu-Ray) - Встроенное руководство, которая сообщает зрителю информацию о персонажах, местах и исторические сведения во время просмотра эпизода (только на Blu-Ray) - Интерактивное руководство по взаимоотношениям, конкуренции и конфликтам между благородными домами Вестероса (только на Blu-Ray) | - «Надвигающийся шторм» — 14-минутный рекап к событиям 3 сезона, содержащий интервью с создателями и актёрами - «Политика брака» — исследование института брака и его места в игре престолов - «Среди одичалых» — рассказ об одичалых и положении дел за Стеной - Профили новых персонажей сериала, составленные сыгравшими их актёрами - Удалённые и расширенные сцены - Аудиокомментарии Дэвида Бениоффа, Д. Б. Уайсса, Джорджа Мартина, Эмилии Кларк, Лены Хиди, Мишель Фэйрли, Кита Харингтона и др. - Подробная информация о создании эпизода «Рейны из Кастамере» (со слов создателей и актёров) (только на Blu-Ray) - «Мифы и легенды» (только на Blu-Ray) - Встроенное руководство, которая сообщает зрителю информацию о персонажах, местах и исторические сведения во время просмотра эпизода (только на Blu-Ray) - Интерактивное руководство по взаимоотношениям, конкуренции и конфликтам между благородными домами Вестероса (только на Blu-Ray) | - «Надвигающийся шторм» — 14-минутный рекап к событиям 3 сезона, содержащий интервью с создателями и актёрами - «Политика брака» — исследование института брака и его места в игре престолов - «Среди одичалых» — рассказ об одичалых и положении дел за Стеной - Профили новых персонажей сериала, составленные сыгравшими их актёрами - Удалённые и расширенные сцены - Аудиокомментарии Дэвида Бениоффа, Д. Б. Уайсса, Джорджа Мартина, Эмилии Кларк, Лены Хиди, Мишель Фэйрли, Кита Харингтона и др. - Подробная информация о создании эпизода «Рейны из Кастамере» (со слов создателей и актёров) (только на Blu-Ray) - «Мифы и легенды» (только на Blu-Ray) - Встроенное руководство, которая сообщает зрителю информацию о персонажах, местах и исторические сведения во время просмотра эпизода (только на Blu-Ray) - Интерактивное руководство по взаимоотношениям, конкуренции и конфликтам между благородными домами Вестероса (только на Blu-Ray) |
| Даты выхода на DVD | | | | | |
| Регион 1 | Регион 1 | Регион 2 | Регион 2 | Регион 4 | Регион 4 |
| 18 февраля 2014 года | 18 февраля 2014 года | 17 февраля 2014 года | 17 февраля 2014 года | 19 февраля 2014 года | 19 февраля 2014 года |